# Lerdanket
Lerdanket är en sjö i Oskarshamns kommun i Småland och ingår i Marströmmen-Viråns kustområde.